# Clara Bryant
Pour les articles homonymes, voir Bryant.
Clara Bryant, née le 7 février 1985 à Glendale, est une actrice américaine.

## Biographie
Elle a étudié au Barnard College. Elle a fait des apparitions dans plusieurs séries télévisées et a tenu un rôle récurrent dans la série Buffy contre les vampires. Elle a tenu le premier rôle dans Bienvenue chez Trudy (2002), téléfilm pour lequel elle a remporté le Young Artist Award de la meilleure actrice dans un téléfilm ou une minisérie.

## Filmographie

### Cinéma
- 1999 : L'amante perduto : Dafy

### Télévision
- 1991 : Gabriel Bird (saison 1, épisode 18) : Rachel Goldstein
- 1992 : Billy (sitcom, 13 épisodes) : Annie MacGregor
- 1992 : Roseanne (saison 5, épisode 12) : Lisa Healy
- 1993 : Star Trek : Deep Space Nine (saison 1, épisode 9) : Chandra
- 1997 : La Momie d'Halloween (téléfilm) : Amy
- 2002 : Bienvenue chez Trudy (téléfilm) : Trudy Walker
- 2002 : Le Choix de l'amour (Due East) (téléfilm) : Mary Faith Rapple
- 2003 : Fastlane (saison 1, épisode 17) : Muffy
- 2003 : Buffy contre les vampires (5 épisodes dans la saison 7) : Molly, une tueuse potentielle
- 2003 : Le Justicier de l'ombre (saison 2, épisode 9) : Jessica Stoddard
- 2006 : Numbers (saison 2, épisode 13) : l'étudiante
- 2007 : Bone Eater (téléfilm) : Kelly Evans